# Brusów
Brusów – wieś w Polsce położona w województwie lubelskim, w powiecie ryckim, w gminie Ryki.
| SIMC    | Nazwa | Rodzaj    |
| ------- | ----- | --------- |
| 0390484 | Kawa  | część wsi |

W latach 1975–1998 miejscowość administracyjnie należała do ówczesnego województwa lubelskiego.
Wieś jest sołectwem w gminie Ryki. Według Narodowego Spisu Powszechnego z roku 2011 wieś liczyła 313 mieszkańców.
Wierni Kościoła rzymskokatolickiego należą do parafii św. Maksymiliana Kolbego w Starym Bazanowie.

## Historia
Wieś notowana w wieku XVI, w roku 1564 taką nazwę nosił folwark Brusow. Nazwa miejscowości według noty „Nazwy miejscowe Polski – historia, pochodzenie, zmiany.” pochodzi od nazwy osobowej Brus, lub apelatywu brus oznaczającej kamień.

W wieku XIX Brussów (z wsiami: Ogonów i Oszczywilk) stanowił wieś i dobra w powiecie garwolińskim, gminie i parafii Ryki, od stacji drogi żelaznej w Rososzu odległy 2 wiorsty, od rzeki Wieprz 5 wiorst. Rozległość dominalna gruntów wynosiła 1814 mórg, w czym ziemi folwarcznej było 1028 mórg, wieś Ogonów posiadała 197 mórg, osad 10, dymów 8, wieś Oszczywilk osad 49, dymów 33, morgów 591. Gospodarstwo folwarczne 7 i 13. polowe. We wsi młyn wodny o 3 gankach.